# Holcosus leptophrys
Espèce
Synonymes
- Amiva leptophrys Cope, 1893
- Ameiva leptophrys (Cope, 1893)
- Ameiva ruthveni Barbour & Noble, 1915

Holcosus leptophrys est une espèce de sauriens de la famille des Teiidae.

## Répartition
Cette espèce se rencontre en Colombie, au Panama et au Costa Rica.

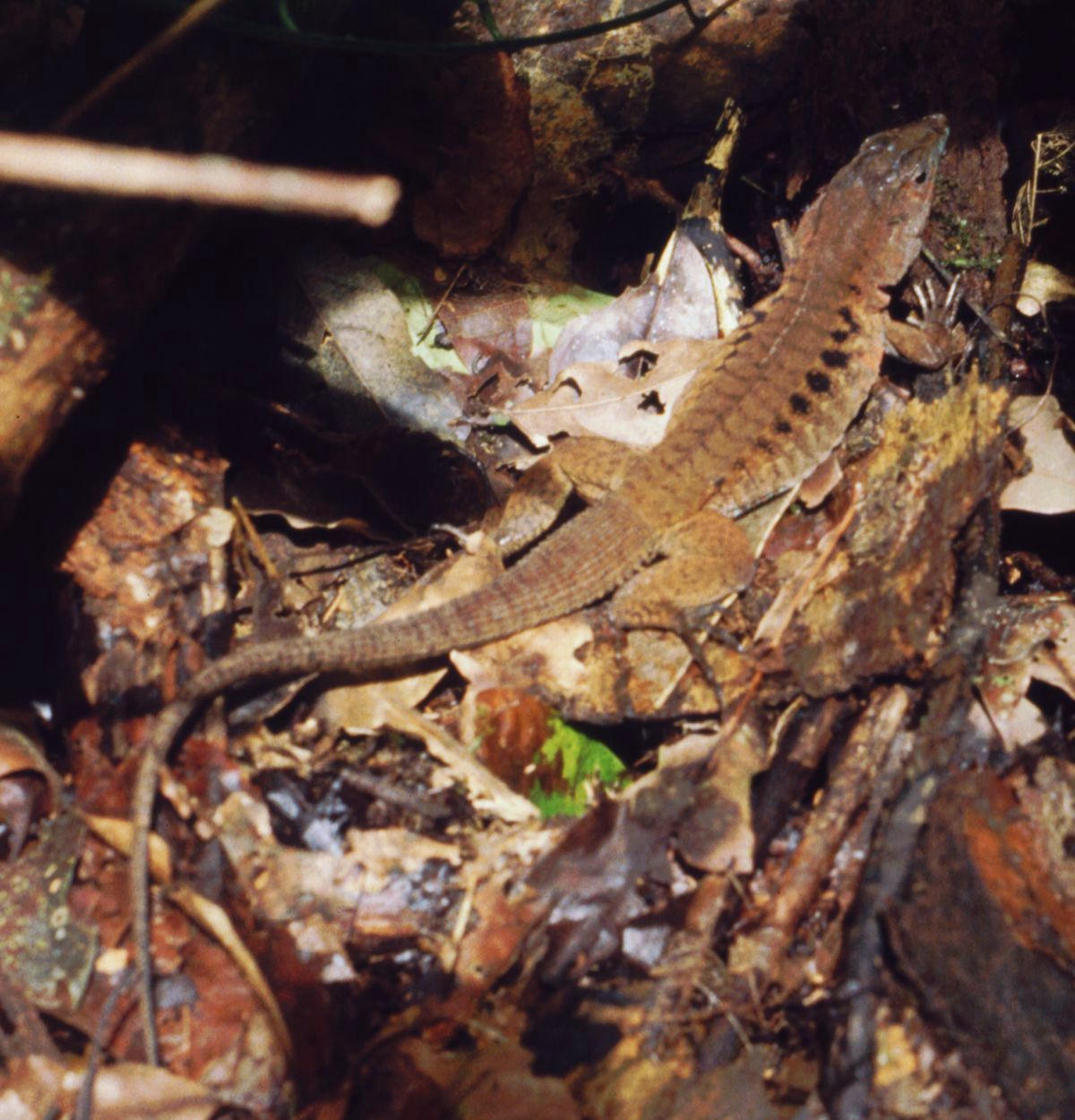

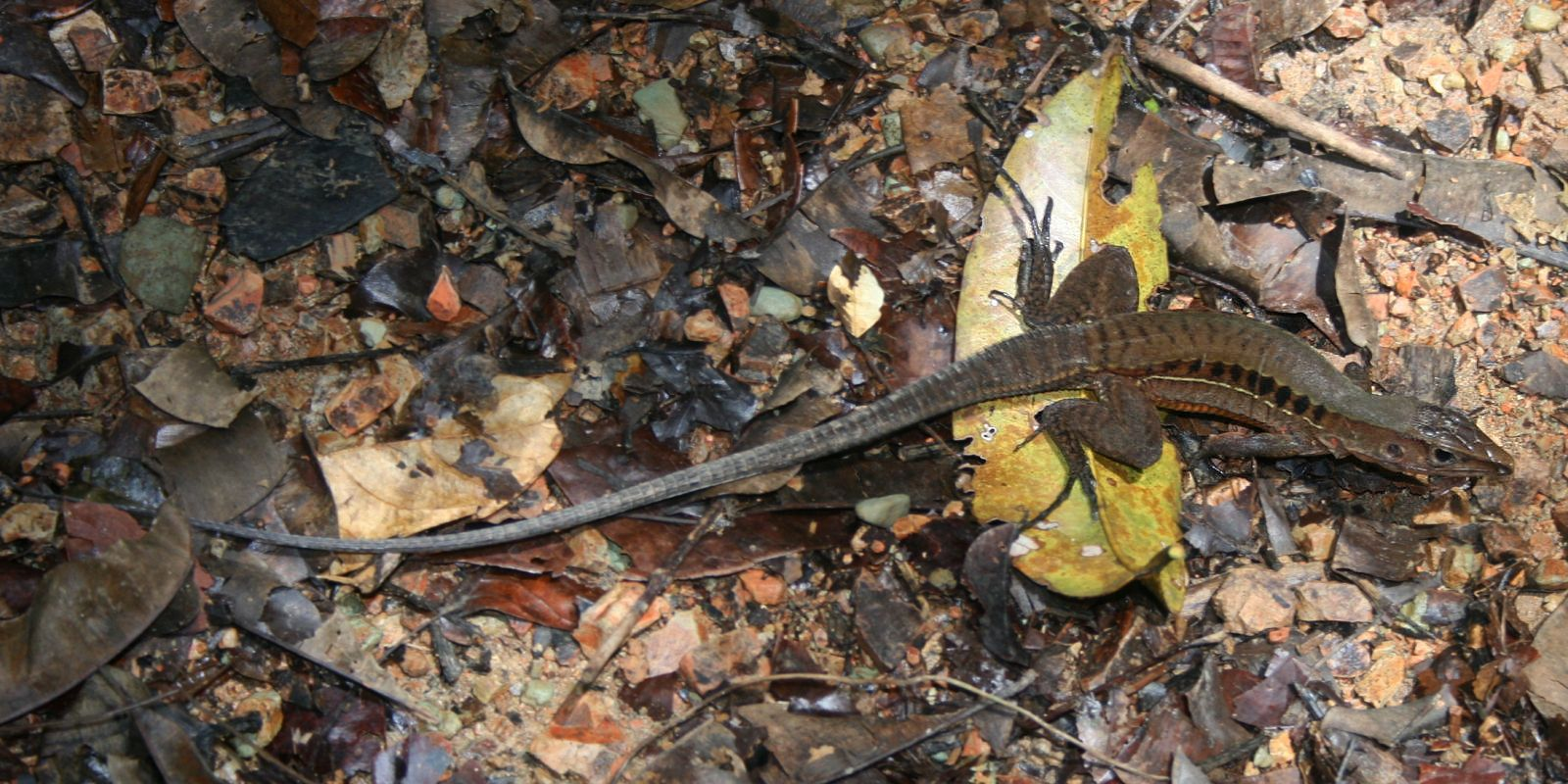

## Publication originale
- Cope, 1893 : Second addition to the knowledge of the Batrachia and Reptilia of Costa Rica. Proceedings of the American Philosophical Society, vol. 31, p. 333-345 (texte intégral).